# Joseph Emerich
Joseph Georg Emerich (* 21. September 1801 in Neckarsulm; † 1. November 1861 in Stuttgart) war ein deutscher Schultheiß und Politiker. Er vertrat von 1856 bis 1861 den Wahlkreis Neckarsulm als Abgeordneter in der Abgeordnetenkammer der Württembergischen Landstände. In Oedheim war er Verwaltungsaktuar und von 1827 bis zu seinem Tod im Jahr 1861 Schultheiß.

## Werdegang
Emerich war römisch-katholischer Konfession. Seine Eltern waren der Bürgermeister Josef Michael Emerich (1765–1833) und dessen Frau Francisca Christina geb. Hohstein (1763–1829). Er hatte zwei ältere Brüder und eine ältere Schwester.
Emerich war viermal verheiratet, seine ersten drei Frauen starben jeweils früh. Seine vierte Ehefrau Wilhelmine Maria Josefa Duplessis überlebte ihn. Aus allen vier Ehen gingen Kinder hervor. Der Sohn Heinrich (1846–1914) aus vierter Ehe war Vater des Zeppelinmalers Erwin Emerich und des Bürgermeisters von Überlingen Heinrich Emerich.
Im Landtag gehörte Emerich der Petitionskommission und der Volkswirtschaftlichen Kommission an. Im Mai 1857 setzte er sich in der Kammer dafür ein, die neu entstehende Kocherbahn von Heilbronn nach Hall über Neckarsulm statt über Weinsberg zu führen. Er konnte aber nicht durchdringen, da die Nachbarstadt Heilbronn die Konkurrenz durch einen möglichen Neckarsulmer Hafen verhindern wollte, dem Königreich Württemberg ein besseres Angebot machte.